# NGC 6041B
NGC 6041B је елиптична галаксија у сазвежђу Херкул која се налази на NGC листи објеката дубоког неба.
Деклинација објекта је + 17° 43' 2" а ректасцензија 16h 4m 35,0s. Привидна величина (магнитуда) објекта NGC 6041 износи 15,6 а фотографска магнитуда 16,6. NGC 6041B је још познат и под ознакама UGC 10170, MCG 3-41-78, CGCG 108-101, VV 213, DRCG 34-65, PGC 56960.